# 일본공산당
일본공산당(일본어: 日本共産党 니혼쿄산토[*], 영어: Japanese Communist Party)은 1922년 7월 15일 창당된 일본의 정당이다. 약칭은 공산이다. 일본 제국의 패망 이후, 1945년에 비로소 합법화되었으며, 정당 대표는 일본공산당 중앙위원회 간부회위원장인 다무라 도모코다. 현재 자유민주당, 입헌민주당, 공명당에 이어 원내에 진입한 원내 제4당으로서 제49회 일본 중의원 의원 총선거 이후 현재는 참의원 11석, 중의원 10석을 차지하고 있다.
사회주의, 진보주의와 함께 평화주의, 반군국주의 등을 이념으로 내세우며, 2017년 기준 약 30만명의 당원을 보유하여 세계적으로 큰 규모의 공산주의 정당 중 하나이다.

## 역사

### 합법정당화와 노선전환
일본이 패전한 후 1945년 12월 합법화한 정당으로 새롭게 발족하였다. 1946년에는 일본제국 헌법의 독자적 개정안인 일본인민공화국 헌법 초안을 발표했다. 한편 1950년대에는 일본 정부와의 갈등이 심화되어 일본공산당 관련 노동자를 대상으로 한 해직 조치, 추방 등의 탄압을 받았다. 1955년 제6회 일본공산당 전국협의회를 계기로 무장투쟁노선을 포기하고 평화노선을 채택하였으며, 주변국의 공산당들과는 별개로 민주주의 등을 수용하는 독자 노선을 채택하였다.
1960년대에서 1970년대 일본에서는 '정치의 계절'로 불릴 만큼 학생운동과 나리타 공항 건설 반대운동 같은 사회운동이 활발하였는데 일본공산당도 학생운동과 관련이 있었다. 당시 학생운동은 일본공산당의 지도 여부에 따라, 요요기계(代代木系)와 반요요기계(反代代木系)로 양분됐는데 요요기라는 말은 일본공산당 본부가 있었던 도쿄 요요기에서 유래한다. 일본공산당의 지도를 받은 요요기계는 비폭력과 의회주의 성격을 띤 온건한 학생운동을 하는 사람들이었고 반 요요기계는 혁명과 가두 투쟁을 지향하는 급진적인 사람들로 '신좌익'으로 불리기도 했다. 1970년대 이후로는 계급 투쟁을 포기하고 극좌단체와의 연계를 끊으며 시장경제체제의 급진적인 변혁을 주장하지는 않도록 변화되었다.

### 현재
일본공산당원은 1990년 50만 명을 정점으로 1994년에는 40만 명 안팎까지 감소했지만 2007년 9월에서 2008년 12월까지 약 1만4천 명이 새로 입당했다. 기관지인 신문 아카하타 구독자도 2008년 5월 이후 8개월 연속 증가하면서 이 기간 신규 구독자도 2만 명에 이르렀다. 경기 악화로 속출한 실직자들이 자민당이나 민주당을 위시해 기존 정당들에 반감을 드러내며 일본공산당 가입자가 증가한 듯 하다. 이런 당원 수 증가가 일본공산당의 세력 강화로 즉시 이어질지는 미지수다. 요미우리신문이 2009년 1월 9일에서 11일까지 전국 성인 남녀 1천685명을 상대로 실시한 여론조사 결과 일본공산당을 지지한다는 응답은 2.1%였다. 여타 정당 지지율은 자민당, 민주당, 공명당이 각각 29.3%, 26.9%, 3.3%였다. 또한 2017~2018년 사이 일본 공산당의 평균 지지율은 2%~5%로 나타났다.
2018년도에 아베총리가 세금을 동원하여 자신의 지역구에서 벛꽃 모임을 열었다는 정치 스켄들과 관련하여 원내정당들중에 가장 강도높게 비판을 하였다. 2020년도에는 중국의 패권주의를 비판하는 신강령을 채택하였다.
2021년의 제49회 일본 중의원 의원 총선거에서 중의원 의석수가 12석에서 10석으로 감소하였다.2022년에 치러진 제26회 일본 참의원 의원 통상선거에서도 4석을 얻어 의석수가 13석에서 11석으로 감소하였다.

## 지지 기반
오늘날에는 주로 노인층에서 비교적 지지세가 높다. 지역적으로는 교토와 오키나와에서 세력이 강하다.
2017년 기준 약 300,000만명의 당원이 있으며 적극 지지자는 최대 500만명까지 추정된다.

## 역대 선거 결과

### 중의원 의원 총선거
| 선거        | 의석     | 득표율(지역구) | 득표율(비례대표) |
| ----------- | -------- | -------------- | ---------------- |
| 1946년 선거 | 5 / 468  | 3.8%           |                  |
| 1947년 선거 | 4 / 466  | 3.6%           |                  |
| 1949년 선거 | 35 / 466 | 9.7%           |                  |
| 1952년 선거 | 0 / 466  | 2.5%           |                  |
| 1953년 선거 | 1 / 466  | 1.9%           |                  |
| 1955년 선거 | 2 / 467  | 1.9%           |                  |
| 1958년 선거 | 1 / 467  | 2.5%           |                  |
| 1960년 선거 | 3 / 467  | 2.9%           |                  |
| 1963년 선거 | 5 / 467  | 4.0%           |                  |
| 1967년 선거 | 5 / 486  | 4.7%           |                  |
| 1969년 선거 | 14 / 486 | 6.8%           |                  |
| 1972년 선거 | 38 / 491 | 10.4%          |                  |
| 1976년 선거 | 17 / 511 | 10.3%          |                  |
| 1979년 선거 | 39 / 511 | 10.4%          |                  |
| 1980년 선거 | 29 / 511 | 9.8%           |                  |
| 1983년 선거 | 26 / 511 | 9.3%           |                  |
| 1986년 선거 | 26 / 512 | 8.7%           |                  |
| 1990년 선거 | 16 / 512 | 7.9%           |                  |
| 1993년 선거 | 15 / 511 | 7.7%           |                  |
| 1996년 선거 | 26 / 500 | 12.5%          | 12.0%            |
| 2000년 선거 | 20 / 480 | 12.0%          | 11.1%            |
| 2003년 선거 | 9 / 480  | 8.1%           | 7.7%             |
| 2005년 선거 | 9 / 480  | 7.2%           | 7.2%             |
| 2009년 선거 | 9 / 480  | 4.2%           | 7.0%             |
| 2012년 선거 | 8 / 480  | 7.8%           | 6.1%             |
| 2014년 선거 | 21 / 475 | 13.3%          | 11.3%            |
| 2017년 선거 | 12 / 465 | 9.0%           | 7.9%             |
| 2021년 선거 | 12 / 465 | 4.5%           | 7.2%             |

### 참의원 의원 통상선거
| 선거        | 의석     | 득표율(지역구) | 득표율(비례대표) |
| ----------- | -------- | -------------- | ---------------- |
| 1947년 선거 | 4 / 250  | 3.7%           | 2.8%             |
| 1950년 선거 | 2 / 250  | 5.6%           | 4.7%             |
| 1953년 선거 | 0 / 250  | 0.9%           | 1.0%             |
| 1956년 선거 | 2 / 250  | 3.8%           | 2.0%             |
| 1959년 선거 | 1 / 250  | 3.3%           | 1.8%             |
| 1962년 선거 | 3 / 250  | 4.8%           | 3.1%             |
| 1965년 선거 | 3 / 250  | 6.9%           | 4.4%             |
| 1968년 선거 | 4 / 250  | 8.2%           | 4.9%             |
| 1971년 선거 | 6 / 252  | 12.1%          | 8.6%             |
| 1974년 선거 | 13 / 252 | 12.0%          | 9.3%             |
| 1977년 선거 | 5 / 252  | 9.9%           | 8.4%             |
| 1980년 선거 | 5 / 252  | 11.7%          | 7.2%             |
| 1983년 선거 | 7 / 252  | 10.5%          | 8.9%             |
| 1986년 선거 | 9 / 252  | 11.4%          | 9.4%             |
| 1989년 선거 | 5 / 252  | 8.8%           | 7.0%             |
| 1992년 선거 | 6 / 252  | 10.6%          | 7.8%             |
| 1995년 선거 | 8 / 252  | 10.3%          | 9.5%             |
| 1998년 선거 | 15 / 252 | 15.6%          | 14.6%            |
| 2001년 선거 | 5 / 247  | 9.8%           | 7.9%             |
| 2004년 선거 | 4 / 242  | 9.8%           | 7.8%             |
| 2007년 선거 | 3 / 242  | 8.7%           | 7.4%             |
| 2010년 선거 | 3 / 242  | 7.2%           | 6.1%             |
| 2013년 선거 | 8 / 242  | 10.6%          | 9.6%             |
| 2016년 선거 | 6 / 242  | 7.2%           | 10.7%            |
| 2019년 선거 | 7 / 245  | 7.3%           | 8.9%             |
| 2022년 선거 | 7 / 245  | 6.8%           | 6.8%             |

## 같이 보기
- 일본사회당
- 공산주의자동맹 (일본)